# Ranunculus tinctapex
Ranunculus tinctapex är en ranunkelväxtart som beskrevs av S. Ericsson. Ranunculus tinctapex ingår i släktet ranunkler, och familjen ranunkelväxter. Inga underarter finns listade i Catalogue of Life.